# Ghiacciaio Jacoby
Il ghiacciaio Jacoby (in inglese Jacoby Glacier) è un ripido ghiacciaio situato sulla costa di Hobbs, nella parte occidentale della Terra di Marie Byrd, in Antartide. Il ghiacciaio, il cui punto più alto si trova 1.777 m s.l.m., fluisce verso est scorrendo sul versante orientale della dorsale di Ames, tra il monte Boennighausen e il monte Andrus.

## Storia
Il ghiacciaio Jacoby è stato mappato dallo United States Geological Survey grazie a ricognizioni terrestri dello stesso USGS e a fotografie aeree scattate dalla marina militare statunitense nel periodo 1959-65; esso è stato poi così battezzato dal Comitato consultivo dei nomi antartici in onore di William J. Jacoby, che ha partecipato alle attività di trivellazione della calotta glaciale svolte presso la stazione Byrd nel periodo 1968-69.